# Madame X (film 1937)
Madame X – amerykański film z 1937 roku w reżyserii Sama Wooda pod kierunkiem Gustava Machatý'ego.

## Obsada
- Gladys George jako Jacqueline Fleuriot
- Warren William jako Bernard Fleuriot
- John Beal jako Raymond Fleuriot
- Reginald Owen jako Maurice Dourel
- William Henry jako Hugh Fariman, Jr.
- Henry Daniell jako Lerocle
- Ruth Hussey jako Annette
- George Zucco jako doktor LaFarge